# Mauricio Pineda
Mauricio Héctor Pineda (Buenos Aires, 1975. július 13. –) korábbi argentin válogatott labdarúgó.
Az argentin válogatott tagjaként részt vett az 1995-ös Copa Américán, az 1998-as világbajnokságon és az 1996. évi nyári olimpiai játékokon.
Az 1998-as vb-n, a Horvátország elleni csoportmérkőzésen ő szerezte az argentinok győztes gólját.

## Sikerei, díjai
Mallorca
- Spanyol szuperkupagyőztes (1): 1998

Udinese
- Intertotó-kupa győztes (1): 2000

Argentína
- Olimpiai ezüstérmes (1): 1996